# The Peddlers
The Peddlers est un trio de pop-jazz britannique qui a été actif de 1964 à 1976. Il a la particularité d'être composé d'un chanteur-organiste (Roy Phillips), d'un batteur (Trevor Morais) et d'un bassiste (Tab Martin). Il a enregistré cinq albums et seize singles.

## Biographie
Le groupe est formé en 1964 à Manchester. Il se compose de :
- Roy Phillips, né le 5 mai 1941 à Parkstone (Poole), au chant et à l'orgue Hammond (et rarement au piano) ; il faisait initialement partie du groupe The Saints (en).
- Trevor Morais, né le 10 octobre 1944 à Liverpool, à la batterie ; il a rejoint ensuite le groupe Quantum Jump.
- Tab Martin, né Alan Brearey le 24 décembre 1944 à Newcastle, à la guitare basse qu'il a l'habitude de tenir verticalement, et qui a fait partie auparavant des groupes The Tornados et The Saints.

Trevor Morais, qui avait quitté le groupe durant sa tournée australienne pour rejoindre Quantum Jump, a travaillé ensuite avec David Essex, Howard Jones et Bjork.

## Discographie

### Albums
- 1966 : The Fantastic Peddlers (Philips)
- 1967 : Live at the Pickwick (Philips)
- 1968 : Freewheelers (CBS)
- 1968 : Three in a Cell (CBS)
- 1969 : Birthday (CBS)

### Singles
- 1965 : Let the Sunshine In (reprise d'un titre de Teddy Randazzo (en) de 1964[2]).
- 1966 : Adam's Apple
- 1966 : I've Got to Hold On
- 1967 : Irresistable You
- 1968 : Comin' Home Baby
- 1969 : That's Life
- 1969 : Birth
- 1970 : Girlie
- 1970 : Honey Come Back
- 1971 : Have You Ever Been to Georgia
- 1972 : This Strange Affair
- 1972 : Back-Alley Jane
- 1973 : Sing Me an Old Song
- 1974 : Is There Anyone Out There
- 1974 : That Song Is Driving Me Crazy
- 1975 : You and Me Together